# Cochlicopa nitens
Cochlicopa nitens é uma espécie de gastrópode da família Cochlicopidae.
Pode ser encontrada nos seguintes países: Alemanha, Arménia, Áustria, Azerbaijão, Bielorrússia, Bulgária, Cazaquistão, Dinamarca, Eslováquia, Estónia, Geórgia, Hungria, Letónia, Lituânia, Moldávia, Montenegro, Países Baixos, Polónia, Roménia, Rússia, Sérvia, Suécia, Suíça, Turquemenistão e Ucrânia.